# Эра выживания
«Эра выживания» (лит. Vesper, также известный под рабочим названием как Vesper seeds) — независимая научно-фантастическая драма режиссёров Кристины Буожите и Бруно Сампера. Картина создавалась совместно киностудиями Литвы, Франции и Бельгии. Главные роли исполнили Раффиелла Чепмен, Эдди Марсан, Рози Макьюэн и Ричард Брейк.
Премьерный показ фильма состоялся 3 июля 2022 года на 56-м Международном кинофестивале в Карловых Варах в рамках конкурса на вручение премии «Хрустальный глобус». В ограниченный прокат картина вышла 17 августа 2022 года во Франции, а с 29-30 сентября состоялся показ в кинотеатрах России, США и Турции.

## Синопсис
Безрадостное будущее, мир поразила глобальная экологическая катастрофа. Все экосистемы планеты были уничтожены, и теперь миром правят неизведанные формы жизни. 13-летняя Веспер (Раффиелла Чепмен) приспосабливается жить в новой реальности и исследует природу. Однажды она узнаёт, что именно ей под силу изменить жизнь людей к лучшему.
Пытаясь предотвратить экологический кризис, человечество использовало генетические технологии, однако последствия оказались катастрофическими. Неизведанные вирусы и другие формы жизни распространились, уничтожив всех крупных животных и большую часть культурных растений. Олигархия распространилась в таком новом мире. Те, у кого больше власти, проживают в закрытых благоустроенных городах, называемых Цитадели. Всем остальным власть имущие продают семена, которые, впрочем, запрограммированы давать урожай лишь один раз.

## Сюжет
Место и время действия кинокартины не уточняется. Юная Веспер, проживающая в ветхом доме вместе с Дарием, своим отцом-инвалидом, пытается выжить в новом враждебном мире. Главной ценностью стали чистая вода и всё, что можно употребить в пищу, вплоть до мелких насекомых. Поэтому время от времени Веспер выходит для обследования окрестных территорий в поисках пищи, в то время как Дарий, прикованный к постели, остаётся дома. Он потерял способность говорить и не может дышать и питаться без специальных устройств, подключенных к телу. Тем не менее, он общается с дочерью посредством небольшого летающего шарообразного дрона, таким же образом он сопровождает её в походах. Кроме того, Веспер интересуется биотехнологиями, она проводит свои эксперименты в своего рода лаборатории. Мать Веспер покинула семью, присоединившись к так называемым паломникам, скрытным людям, собирающих всякий мусор с неясной целью.
Однажды в системе жизнеобеспечения отца происходит поломка, из-за чего Веспер приходится отправиться в к Йонасу, главе небольшого поселения неподалёку, с целью сдать кровь в обмен на колонию специальных бактерий, необходимых для дыхания отца. Йонас собирает кровь у всех в поселении и обменивает её на семена в Цитадели. Он предлагает Веспер присоединиться к его «семье», однако Веспер ему не доверяет и отказывается. Хотя Йонас взял кровь у девушки, он не предоставил бактерий на обмен, заверив, что сначала он должен продать кровь. Позже Веспер незаметно пробирается в сарай Йонаса, где стоит аппарат с бактериями и берёт себе сколько нужно. Там же она ворует несколько семян и уходит восвояси. Следуя домой через лес, она замечает, как летательный аппарат из Цитадели терпит крушение.
Дома Веспер показывает семена отцу, однако он не разделяет её оптимизма по поводу «разблокировки» семян. Веспер планирует вырастить из семян растения, она мечтает поступить на работу в Цитадель в качестве биоинженера, но Дарий не поддерживает её. После словесной перепалки Веспер убегает в лес, где находит одну из выживших в крушении неизвестного аппарата, и забирает её домой. Веспер надеется, что девушка, после того как оправится от аварии, поможет попасть в Цитадель. Выжившая, которую зовут Камелия, между тем приходит в себя и просит найти второго пилота, её отца. Он влиятельный человек в Цитадели, Камелия обещает помочь семье, если Веспер отыщет её отца в лесу. На следующее утро Веспер отправляется на поиски, но Йонас находит второго пилота раньше. Он убивает его и забирает тело с собой. Камелии семья сообщает, что на этот раз не смогли отыскать её отца. Ночью Веспер показывает ей результаты своих экспериментов с растениями — множество необычных форм. Выясняется, что отец Камелии заведовал отделом синтетической биологии в одной из Цитаделей, этот факт ещё сильней опечаливает Веспер. Вечером девушки общаются, Веспер рассказывает Камелии о матери, они разглядывают картинки в книжке о животных, которых Веспер никогда не видела. Камелия объясняет, что если Цитадели откроют двери для всех людей, то ресурсов не хватит. Веспер упоминает, что в Цитаделях создают синтетических «людей» — джагов, безвольных существ, используемых в качестве слуг и рабов.
На следующий день во время очередной вылазки Йонас повреждает дрона Веспер, также она сообщает Камелии, что её отец на самом деле мёртв. Когда девушки находят тело отца Камелии, выясняется что она сама — джаг. Это означает, что надежды Веспер пробраться в Цитадель с помощью Камелии напрасны. Она объясняет, что создание разумного, свободомыслящего джага является преступлением, именно поэтому они с «отцом» бежали из своей Цитадели.
Позже Камелия планирует совершить самоубийство, но в последний момент понимает, что не способна этого сделать. Веспер успокаивает её и пытается подбодрить. Затем она просит у Камелии изучить образец её ДНК на специальном устройстве. Во время разговора Камелия играет на гуслях, музыка неясным образом воздействует на образец такими образом, что Веспер догадывается, как снять генетическую блокировку с семян. Теперь они должны не только прорасти, но и дать урожай, семена которого можно будет использовать снова.
Веспер с Дарием отлучаются в свою старую лабораторию, как вдруг к ним в дом заявляется Йонас и хочет забрать Камелию с собой, он догадывается, что та — джаг. Веспер возвращается, совместными усилиями девушкам удаётся дать Йонасу отпор. Веспер раскрывает Йонасу, как можно разблокировать семена в обмен на то, что тот оставит их в покое. Йонас уходит, но у себя дома связывается с Цитаделью через передатчик и сообщает местонахождение Камелии. Дарий убеждает Веспер оставить его и следовать в Южную Цитадель. Девушки уходят. Прибывают солдаты другой Цитадели, они убивают Йонаса, и приходят к Дарию, но тот устраивает взрыв в доме и погибает вместе с несколькими солдатами. Девушки скрываются в ночном лесу, один из солдат чуть было не убивает их, но Веспер с Камелией удаётся одолеть его. Камелия объясняет Веспер, что для её же безопасности им придётся расстаться. Веспер умоляет Камелию не бросать её, но та использует свою способность усыплять людей через поцелуй и уходит. Затем она сдаётся другому солдату своей Цитадели.
Веспер просыпается следующим утром и приходит к руинам своего дома, где сажает несколько разблокированных семян. Вдруг она замечает детей, выживших из семьи Йонаса, вместе они отправляются в путь, следуя за паломниками. Они достигают их поселения, сформированного вокруг огромной башни, возведённой из мусора. Веспер взбирается наверх, выше деревьев, и видит вдалеке одну из Цитаделей. Затем она раскрывает ладонь с семенами, и ветер разносит их. 

## В ролях
| Актёр            | Роль                        |
| ---------------- | --------------------------- |
| Раффиелла Чепмен | Веспер                      |
| Ричард Брейк     | Дарий отец Веспер           |
| Эдди Марсан      | Йонас глава поселения       |
| Рози Макьюэн     | Камелия жительница Цитадели |
| Мелани Гайдос    | джаг, синтет                |
| Эдмунд Ден       | Элиас Отец Камелии          |

## Производство
В феврале 2021 года было объявлено, что европейская продюсерская компания Anton поддержала идею фильма.
Для работы над фильмом режиссёры, выступившие одновременно и сценаристами кинокартины, Кристина Буожите и Бруно Сампер, объединились с литовскими продюсерами Астой Лиукайтите и Дайвой Йовайшене, а также опытным французским художником по визуальным эффектам и продюсером Алексисом Перрином. Сценарий был разработан в соавторстве с американским писателем Брайаном Кларком. Основным производством занимались компании Natrix Natrix из Литвы, французская Rumble Fish Productions, а также 10.80 Films из Бельгии.
Съёмки стартовали в марте 2022 года в Литве. Продюсеры заявили:
Поскольку европейские режиссёры Кристина Буожите и Бруно Сампер обладают уникальной комбинацией экстраординарного воображения, владения жанровыми кодами и сильным визуальным чутьём, они, по нашему мнению, являются авторами в полном смысле этого слова. Сочетая своё видение технологий будущего и взаимодействия с природой, основанное на сильных женских образах, они обновляют классические научно-фантастические темы, чтобы создать действительно оригинальную вселенную.

## Приём
Первые рецензии кинокритиков в мире после премьеры фильма на Международном кинофестивале в Карловых Варах были положительными, рейтинг на агрегаторе Rotten Tomatoes составил 100 % на основе 6-ти отзывов.. Рецензент Variety отметил, что картина обладает некоторыми признаками артхауса, однако именно её компания-прокатчик IFC Films выбрала для выпуска в Северной Америке. Сценарий, хотя и опирается на известных предшественников жанра, таких как «Дитя человеческое», «Дорога» или игровой блокбастер The Last of Us, — он вместе с тем обладает собственной самобытностью, а приключения персонажей пронизаны мрачно-романтическим духом риска и опасности.